# Marion Peck
Marion Peck (3 ottobre 1963) è una pittrice statunitense che vive e lavora a Los Angeles. Il suo lavoro è caratterizzato da un'estetica fortemente influenzata dal pop-surrealism e dal movimento della Lowbrow art di cui fa parte.

## Biografia
Marion Peck è nata il 3 ottobre 1963 a Manila, nelle Filippine, mentre la sua famiglia era in viaggio per il mondo. È cresciuta a Seattle, nello stato di Washington, ed era la più giovane di quattro figli. Peck conseguì il BFA presso la Rhode Island School of Design nel 1985, a 18 anni. Successivamente, ha studiato frequentò i Master of Fine Arts presso l'Università di Syracuse di New York e la Temple University di Roma. Visse in Italia per alcuni anni, assorbendo arte, paesaggio e cibo italiano. In seguito si trasferì a Los Angeles dove si sposò con l'artista Mark Ryden.
Peck è diventata famosa per le sue opere dal sapore pop-surrealism e esponendo a Parigi, Roma, New York, Los Angeles, San Francisco e Seattle.
Il suo lavoro è stato utilizzato anche per le copertine degli album, come Waking the Mystics del gruppo art rock di Portland Sophe Lux. Pubblicò poi un libro con il marito, l'artista Mark Ryden intitolato Sweet Wishes.

## Pubblicazioni
- 2007: I Cari Estinti
- 2004: Paintings by Marion Peck
- 2010: Sweet Wishes
- 2013: Animals
- 2016: Lamb Land